# Peter Schütte
Peter Schütte (* 4. Februar 1911 in Petershagen, Deutschland; † 19. September 1973 in Hamburg) war ein deutscher Schauspieler und Sänger.

## Leben
Schütte begann 1930 in Wien ein Studium der Kunst- und Musikgeschichte und nahm Schauspiel- und Gesangsunterricht (Stimmlage: Bariton, allerdings wurde er später meist als Tenor eingesetzt). Danach ging er nach Berlin, wo er seine künstlerische Ausbildung fortsetzte. Nach einer Razzia in der Berliner Homosexuellenszene verbrachte Schütte ab Dezember 1934 zwei Monate in „Schutzhaft“ im KZ Lichtenburg. Im Anschluss ging er nach Paris. Von 1936 bis 1940 war er als Opern- bzw. Operettensänger am Städtischen Theater in Kiel engagiert. 1939 heiratete er die Schauspielerin und Halbjüdin Brigitte Mira; die Scheidung folgte kurz darauf.
Während des Krieges war er im selben Fach an Hamburgs Volksoper am Millerntor beschäftigt. Bei Kriegsende blieb Schütte in der Hansestadt und nahm Verpflichtungen an das Flora-Theater und das Operettenhaus an. 1951 kehrte der Sänger für eine Spielzeit an die Hamburger Volksoper zurück. Im darauffolgenden Jahr gastierte er in Berlin, um 1953 wieder nach Hamburg heimzukehren. In diesem Jahr wurde Peter Schütte mit seiner Verpflichtung an das Deutsche Schauspielhaus erstmals auch als Schauspieler engagiert. In dieser Zeit sah man ihn unter anderem als Heinrich von Kleists Amphitryon und als K. in Franz Kafkas Der Prozeß.
Im Herbst 1955 folgte er einem Ruf nach Bremen und trat gastweise auch am Staatstheater Stuttgart auf. 1958 ging Schütte nach Zürich, um einer Verpflichtung ans dortige Schauspielhaus nachzukommen. Seit den 1960er Jahren blieb Schütte in seiner Wahlheimat und trat dort unter anderem am Thalia Theater und Ida Ehres Kammerspielen auf. Bis zuletzt begab er sich auf Gastspielreisen, so noch in seinem Todesjahr 1973 nach Frankfurt am Main, wo er am Kleinen Theater im Zoo auftrat, und an das Theater Baden-Baden.

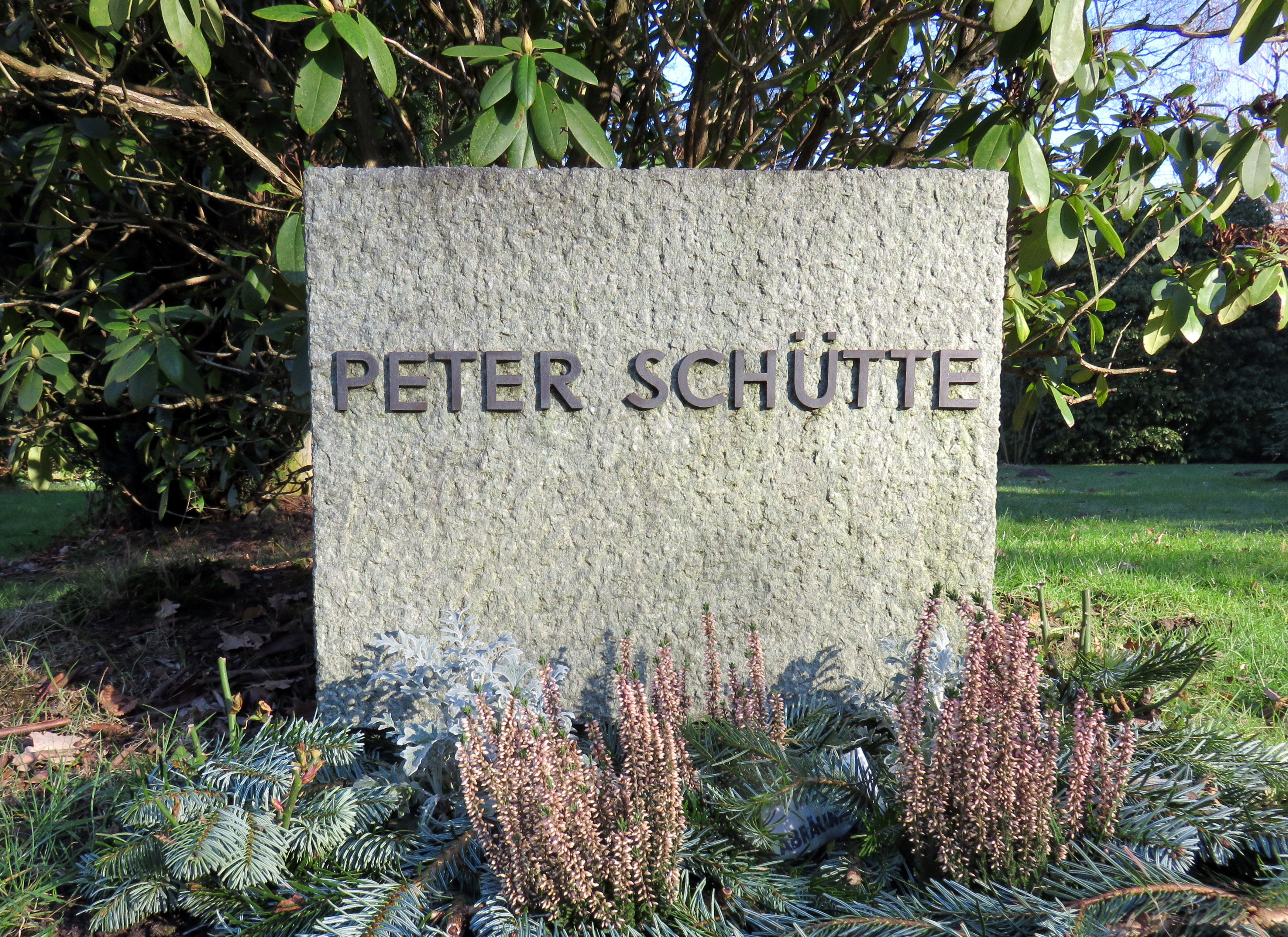
Grabstein auf dem Friedhof Ohlsdorf

Während seines Aufenthaltes in Hamburg erhielt er im Sommer 1947 von Werner Klingler eine Filmrolle in dessen Inszenierung Arche Nora angeboten. Bis im Jahre 1954 erstmals das Fernsehen an ihn herantrat, stand Schütte nur sporadisch vor der (Film-)Kamera. Von stattlicher Statur, besetzte man Schütte fortan bevorzugt als Offizier und Adeligen, Arzt oder Firmendirektor. In drei Fernsehspielen von 1970 stellte er zwei bedeutende Persönlichkeiten der NS-Zeitgeschichte dar: Generalfeldmarschall Paulus und zweimal den Widerstandskämpfer Carl Goerdeler.
Schütte spielte seine letzte Rolle als Graf in dem Kinofilm Der Lord von Barmbeck von Ottokar Runze. Während der Dreharbeiten nahm sich Peter Schütte das Leben. Er wurde auf dem Ohlsdorfer Friedhof in Hamburg beigesetzt im Planquadrat AE 27 westlich von Kapelle 6.

## Filmografie
- 1947: Arche Nora
- 1948: Finale
- 1949: Die letzte Nacht
- 1951: Die verschleierte Maja
- 1953: Im Banne der Guarneri
- 1954: Jedem das Seine
- 1955: Das kalte Licht (nach dem gleichnamigen Theaterstück)
- 1955: Abschiedsvorstellung
- 1955: Alle meine Söhne
- 1957: Die Festung
- 1957: Eine Frau, die weiß, was sie will
- 1959: Die Caine war ihr Schicksal (Fernsehfilm)
- 1959: Kopfgeld
- 1959: Ein Traumspiel
- 1960: Paris, 20. Juli
- 1960: Parkstraße 13 (Fernsehserie)
- 1961: Die Mitschuldigen
- 1962: Ein toller Tag
- 1962: Heute kündigt mir mein Mann
- 1963: Ein Todesfall wird vorbereitet
- 1963: Schönes Weekend, Mr. Bennett
- 1963: Die Tote von Beverly Hills
- 1964: Umbruch
- 1964: Hafenpolizei (Fernsehserie, 1 Folge)
- 1964: Magie
- 1965: Intermezzo
- 1965: Platons Gastmahl
- 1965: Abends Kammermusik
- 1966: Zehn Prozent
- 1966: Hinter diesen Mauern
- 1966: Die Geschichte des Rittmeisters Schach von Wuthenow
- 1967: Der Heldenmantel
- 1967: Das Attentat – L.D. Trotzki
- 1968: Ein Schweigen vom Himmel
- 1968: Kirschen für Rom
- 1969: Goldmacher Tausend
- 1969: Torquato Tasso
- 1970: Das Haus Lunjowo
- 1970: Claus Graf Stauffenberg
- 1970: General Oster – Verräter oder Patriot?
- 1972: Der Kommissar (eine Folge)
- 1972: Agent aus der Retorte
- 1973: Butler Parker (Fernsehserie, 1 Folge)
- 1973: Dem Täter auf der Spur (Fernsehserie, 1 Folge)
- 1973: Der Lord von Barmbeck